# スザンナ・マリア・シバー

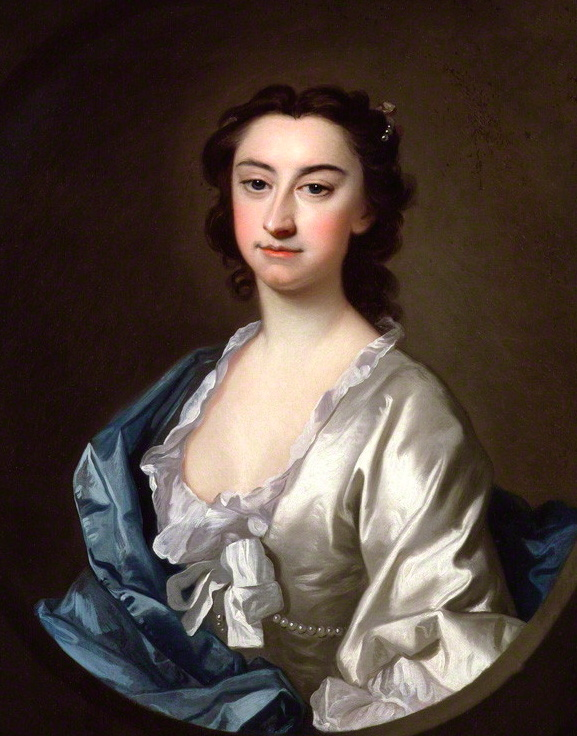
スザンナ・マリア・シバー（トマス・ハドソン画、1749年）

スザンナ・マリア・シバー（Susannah Maria Cibber、1714年2月14日 - 1766年1月30日）は、イギリスのアルト歌手、舞台俳優。とくにヘンデルの作品を歌ったことで知られる。作曲家トマス・アーンの妹で、俳優としても一流だった。

## 生涯
スザンナ・マリア・アーンはロンドンに生まれた。兄のトマス・アーンに指導を受け、ヘイマーケット小劇場で1732年3月にジョン・フレデリック・ランプの英語オペラ『Amelia』でデビューして成功した。最初はソプラノ歌手だった。翌1733年にリンカーンズ・イン・フィールズ劇場で上演されたトマス・アーン作曲による『ロザマンド』などでも歌った。1738年に初演されたトマス・アーンの代表作『コーマス』でも歌っている。
早く1732年5月に父のトマス・アーンやランプ等がヘイマーケット小劇場でヘンデルの『エイシスとガラテア』を上演したとき、スザンナはおそらくガラテア役を歌ったが、これはヘンデル本人が関与しない海賊上演だった。
1734年にスザンナはドルリー・レーン劇場の俳優で桂冠詩人でもあるコリー・シバー (Colley Cibber) の息子のシオフィラス (Theophilus Cibber) と結婚し、シバー夫人（Mrs. Cibber）の名で呼ばれるようになったが、結婚生活は幸福でなかった。
1736年にはアーロン・ヒル (Aaron Hill (writer)) 脚本、トマス・アーンが音楽をつけた『Zara』（ヴォルテール『ザイール』の翻案）で俳優としてデビューし、大成功した。シバー夫人は特にシェイクスピア劇の悲劇女優として有名になり、しばしばデイヴィッド・ギャリックと共演した。
シバー夫人はウィリアム・スローパーという人物と懇意になり、これに対して1738年に夫のシオフィラスは5000ポンドの損害賠償を求めて裁判を起こしたが、夫自身が2人の関係を黙認していたことが明らかになったため、判決では10ポンドの名目のみの賠償になった。翌年にも夫はスローパーが妻を拘束したとして1万ポンドの賠償を要求したが、裁判で認められたのはその20分の1にあたる500ポンドだった。
1741年、ダブリンの劇場で働いていたシバー夫人はヘンデルに歌手として採用され、『メサイア』初演（1742年）を含むヘンデルのダブリンでの演奏会でアルトを歌った。ロンドンに帰った後も1743年のコヴェント・ガーデン劇場での『サムソン』初演（ミカ役）、および『メサイア』ロンドン初演のアルトを歌っている。ヘンデルはシバー夫人を大変気に入っていた。『ベルシャザル』（1745年）の預言者ダニエル役は彼女が歌うことを前提として書かれたものだったが、体調が優れなかったために土壇場で配役が変更された。
1766年にウェストミンスターのスコットランドヤードにある自宅で没し、ウェストミンスター寺院の北クロイスターに埋葬された。
夫との間には2人の子があったが、いずれも夭逝した。スローパーとの間にはスザンナ・マリア（モリー）とチャールズの2人の子があったが、チャールズは8歳で没した。モリーは聖職者と結婚したが、46歳で没した。

## その他
1942年のイギリス映画『偉大なるヘンデル氏』ではエリザベス・アランがヒロインのシバー夫人を演じている（歌は別人による吹き替え）。

## 関連文献
- Mary Nash (1977), The Provoked Wife: The Life and Times of Susannah Cibber, Hutchinson, ISBN 0091293804